# Pentaclonia uniformis
Pentaclonia uniformis är en fjärilsart som beskrevs av Felder 1861. Pentaclonia uniformis ingår i släktet Pentaclonia och familjen trågspinnare. Inga underarter finns listade i Catalogue of Life.